# Koszykówka na Igrzyskach Europejskich 2015
Turniej w koszykówce 3x3 podczas pierwszych igrzysk europejskich w Baku został rozegrany w dniach 23–26 czerwca 2015 roku. Zawody odbyły się w dwóch konkurencjach: męskich i żeńskich, w których wystąpiło po 16 reprezentacji. Każda drużyna składała się z czterech zawodników.

## Kwalifikacje
Na igrzyska europejskie w Baku mogły wziąć po 15 najlepszych drużyn kobiet i mężczyzn podczas Mistrzostw Europy 2014 w Bukareszcie. Ostatnie miejsca przypadły gospodarzom imprezy. Narodowy Komitet Olimpijski mógł wystawił maksymalnie 8 zawodników (4 kobiety i 4 mężczyzn).

## Medaliści
| Konkurencja | Złoto | Srebro    | Brąz      |
| Mężczyźni   | Rosja | Hiszpania | Serbia    |
| Kobiety     | Rosja | Ukraina   | Hiszpania |

## Tabela medalowa
| Pozycja | Reprezentacja | Złoto | Srebro | Brąz | Suma |
| 1.      | Rosja         | 2     | 0      | 0    | 2    |
| 2.      | Hiszpania     | 0     | 1      | 1    | 2    |
| 3.      | Ukraina       | 0     | 1      | 0    | 1    |
| 4.      | Serbia        | 0     | 0      | 1    | 1    |